# Meer Jazz

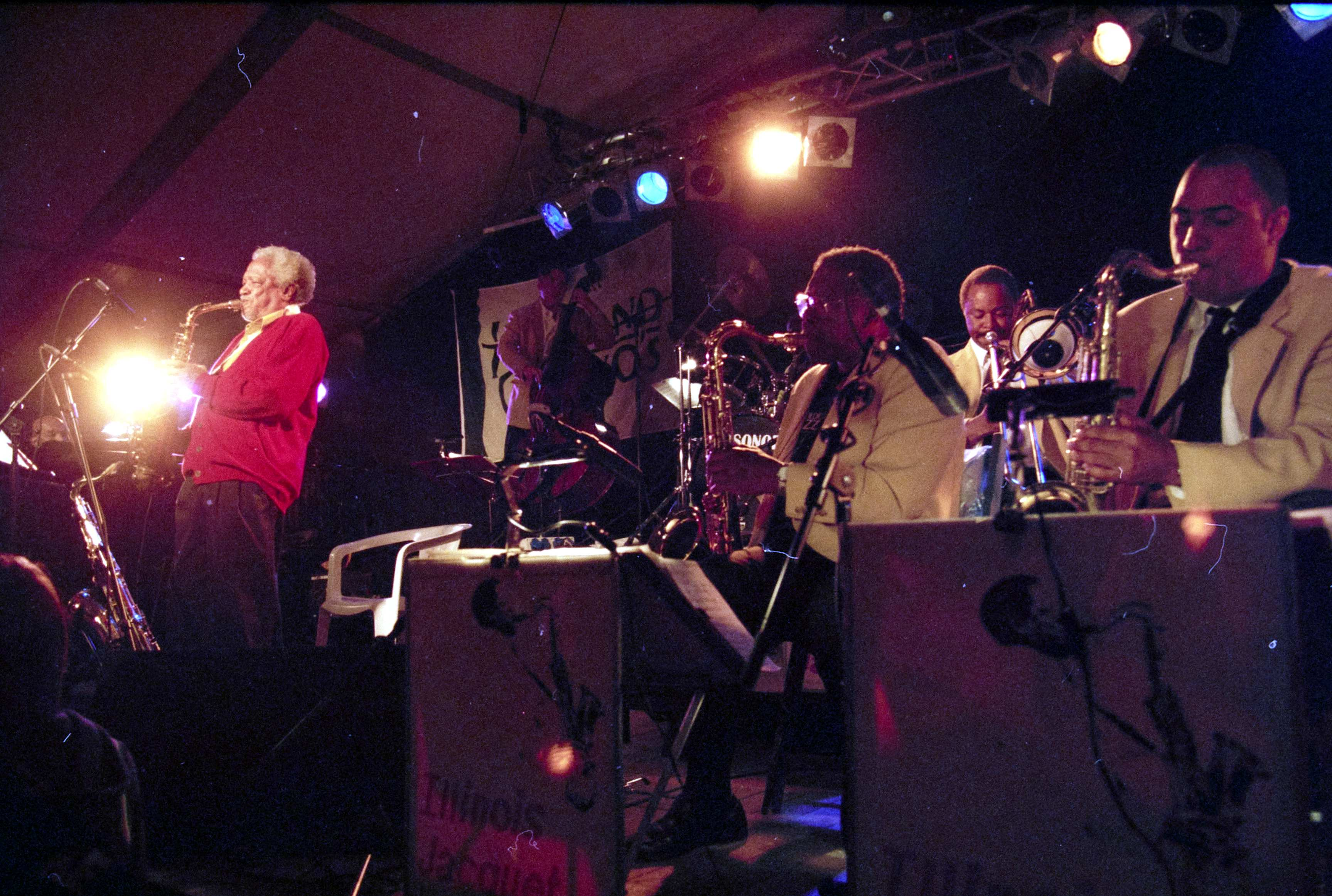
Illinois Jacquet at Meer Jazz Festival 1998.

Het Meer Jazz-festival was een jaarlijks driedaags jazzfestival dat eind mei of begin juni werd georganiseerd in het Cultuurgebouw Haarlemmermeer te Hoofddorp. Het festival was gratis toegankelijk en bood diverse jazz en jazz-gerelateerde stijlen, van traditionele New Orleans Jazz tot bebop en nu-jazz, blues, gospel, funk, latin en soul. De programmering varieerde van internationaal bekende namen tot nieuw Nederlands talent en lokaal talent. Organisator Stichting Meer Jazz is per 1 januari 2023 opgeheven.

## Geschiedenis
Tijdens jazz- en sessionavonden in het Hoofddorpse café '‘Concours'’ ontstond bij een aantal Hoofddorpse musici het idee voor een jaarlijks festival. Omdat het plan vruchtbaar leek – en bleek – werd op 6 april 1994 Stichting Meer Jazz opgericht. De missie van de stichting is de bevordering van jazz en geïmproviseerde muziek in Haarlemmermeer. Meer Jazz organiseert ieder jaar in mei of juni het Meer Jazz Festival met het inmiddels Internationaal Big Band Concours en tweewekelijks – jaarrond – op zondag de jazzclub ‘Meer Jazz Café’.
In 1995 vond de eerste editie van het festival plaats op het Raadhuisplein in Hoofddorp. De aanvankelijke drie podia zijn inmiddels uitgegroeid tot 10-12 podia, met ruim 900 artiesten en zo’n 23.000 bezoekers. Met het gereedkomen van het nieuwe ruim opgezette Cultuurgebouw is Meer Jazz gegroeid tot een indoor-festival met aanvullende openluchtactiviteiten op het plein.
Tijdens het Meer Jazz Festival hebben artiesten, zoals Michiel Borstlap, Kurt Elling, King Pleasure & The Biscuit Boys en Giovanca en het Metropole Orkest opgetreden.
In 2014 vierde Meer Jazz haar 20e editie en vond het Corendon Meer Jazz Festival plaats op 23, 24 en 25 mei.
In 2015 vond het festival plaats op 29,30 en 31 mei, voorafgaande aan een Jazzing Up Hoofddorp op de 28e mei.

## Internationaal Big Band Concours
Op de zaterdag van het Meer Jazz Festival wordt elk jaar het Nationaal Big Band Concours gehouden, in 2012 gepromoveerd tot Internationaal Big Band Concours. Tijdens dit concours strijden twaalf big bands op drie podia en in twee klassen; in de topklasse staan vier big bands van semi‑professioneel niveau, in de eerste klasse acht van de als beste geselecteerde amateur big bands. In beide klassen is een eerste en tweede prijs te winnen. Het Internationaal Big Band Concours is een traditioneel jaarlijks ontmoetingsevenement voor alle big band liefhebbers, zowel voor de actief musicerende als voor de luisterende fans van deze nog steeds populaire muziekvorm.
De jury bestond elk jaar uit gerenommeerde jazz-musici. Onder meer Jerry van Rooijen, Ack van Rooyen, Frits Landesbergen, Peter Herbolzheimer, Jan Wessels, Leo van Oostrom en Erik van Lier maakten deel uit van de jury. In 2012 werd de jury voorgezeten door de Amerikaanse componist, arrangeur, toetsenist en producent Michael Abene, tevens leider van de WDR Big Band.
Internationaal Big Band Concours [IBBC) 2013:
Uit vierenvijftig aanmeldingen werden  de twaalf beste bands geselecteerd. 
De vakjury werd in dat jaar voorgezeten door Frank Vaganée (orkestleider van het Brussels Jazz Orchestra). De overige juryleden waren trombonist Erik van Lier, bassist Frans van Geest, trompettist Ack van Rooyen, pianist Marc Bischoff en bassist Johan Plomp.
In 2015 vond de 19e editie van het IBBC plaats op zaterdag 30 mei.

## Meer Jazz Prijs
Sinds 1998 wordt tijdens het festival de Meer Jazz Prijs uitgereikt. De Meer Jazz Prijs wordt jaarlijks door de burgemeester van Hoofddorp uitgereikt aan een Nederlandse musicus die ruimschoots zijn/haar sporen in de jazzsector heeft verdiend.

### Prijswinnaars
- 1998 - Harry Verbeke, tenorsaxofonist
- 1999 - Rita Reys, vocaliste
- 2000 - Toots Thielemans, mondharmonica
- 2001 - Louis van Dijk, pianist
- 2002 - Ack van Rooyen, trompettist
- 2003 - John Engels, slagwerker
- 2004 - Rein de Graaff, pianist
- 2005 - Ferdinand Povel, tenorsaxofonist
- 2006 - Hein van der Geijn, bassist
- 2007 - Greetje Kauffeld, vocaliste
- 2008 - Piet Noordijk, altsaxofonist
- 2009 - Edwin Rutten, vocalist
- 2010 - Willem Breuker, orkestleider
- 2011 - Denise Jannah, vocaliste
- 2012 - Lils Mackintosh, vocaliste
- 2013 - Frits Landesbergen, vibrafonist, slagwerker
- 2014 - Bart van Lier, trombonist
- 2015 - Cor Bakker, pianist
- 2016 - Scott Hamilton, tenorsaxofonist
- 2017 - Mathilde Santing, vocaliste